# Jean Baptiste Point du Sable
Jean Baptiste Point du Sable (před 1750 – 28. srpna 1818) byl haitsko-americký obchodník a považuje se za prvního trvalého nepůvodního osadníka v oblasti, která se později stala městem Chicago ve státu Illinois. Jeho přínos a činnost v této oblasti mu vynesly uznání jako zakladatele města. Místo, kde se Du Sable v 80. letech 18. století usadil a založil obchodní stanici poblíž ústí řeky Chicago, je dnes uznáno jako národní kulturní památka a nachází se v Pioneer Court, což je významné místo v srdci moderního Chicaga
Du Sable byl afrického původu, ale o jeho raném životě před 70. lety 18. století máme jen omezené informace. Během své kariéry obchodoval v oblasti Velkých jezer a v Illinois, kde došlo k několika změnám ve vlastnictví mezi Francií, Španělskem, Británií a Spojenými státy. Byl popisován jako pohledný a kultivovaný muž. Oženil se s indiánkou Kitihawou z kmene Potawatomi, s níž měl dvě děti. V roce 1779, během americké války za nezávislost, byl zatčen Brity pro podezření, že sympatizuje s americkými vlastenci. Na počátku 80. let pracoval pro britského nadporučíka-guvernéra Michilimackinacu na panství v dnešním St. Clair v Michiganu.

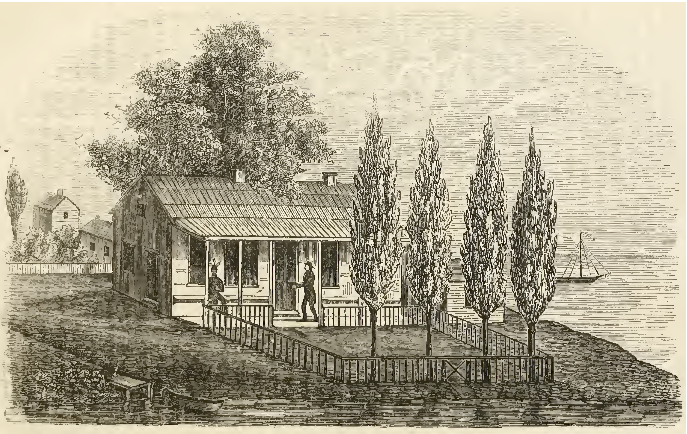
Dům poblíž ústí řeky Chicago, který postavil du Sable

Du Sable je poprvé zaznamenán v obchodním deníku z počátku roku 1790, kde je uváděn jako osoba žijící v ústí řeky Chicago. Před tímto obdobím vytvořil rozsáhlou a prosperující obchodní osadu v oblasti, která se později stala základem města Chicago. V roce 1800 du Sable prodal svůj majetek u řeky Chicago a přestěhoval se do přístavu St. Charles, kde obdržel licenci na provozování trajektu přes řeku Missouri. Klíčová role du Sablea ve vývoji osady u řeky Chicago byla v minulosti nedostatečně uznávána až do poloviny 20. století.
Po du Sableově úmrtí v roce 1818 bylo na jeho počest pojmenováno několik míst a infrastruktur, včetně školy, muzea, přístavu, parku, mostu a silnice.